# Erysimum
Erysimum, numite popular micsandre sălbatice, un gen de plante ierboase, anuale sau perene, din familia cruciferelor, cu flori mari, galbene, plăcut mirositoare, răspândite în toate continentele, afară de Australia.
Sunt ierburi anuale sau perene, rar semiarbuști. Au tulpini erecte cu frunze simple, cu marginile frunzelor întregi sau dințate, păroase, acoperite de peri alipiți, 2-3-4-furcați. Celulele cu mirozină fără clorofilă sunt legate de vasele conducătoare. Florile sunt galbene, rar purpurii, mirositoare. Sepalele erecte au margini mai mult sau mai puțin suprapuse și coerente, 2 opuse, puțin dilatate saciform la bază. Au petale lung unguiculate, cu lamine patente. Au filamente libere. Au 4 glande nectarifere, cele 2 laterale înconjoară baza staminelor scurte în formă de inel deschis spre exterior; iar celelalte 2 glande liniare sunt așezate la baza exterioară a staminelor mediane, libere sau având legătură neînsemnată cu glandele laterale. Fructul este o silicvă liniară, lungă, 4-unghiulară sau cilindrică, uneori turtită, dehiscentă, bivalvată; valvele au nervură pronunțată. Stigmatul este ușor bilobat. Semințele sunt uniseriate. Embrionul este notoriz, numai rareori pleuroriz. Genul cuprinde peste 200 specii. În România cresc 10 specii dintre care unele endemice pentru Munții Carpați, de exemplu Erysimum wittmannii, Erysimum transsilvanicum sau pentru România, de exemplu Erysimum banaticum, Erysimum saxosum.

## Specii din România
În România cresc 10 specii:
- Erysimum cheiranthoides
- Erysimum comatum (include Erysimum banaticum = Bărbușoară banatica și Erysimum saxosum)
- Erysimum crepidifolium
- Erysimum cuspidatum
- Erysimum diffusum
- Erysimum exaltatum
- Erysimum hieraciifolium
- Erysimum odoratum (sin. Erysimum pannonicum)
- Erysimum repandum = Bărbușoară
- Erysimum witmannii (include subspeciile witmannii și transsilvanicum) = Mixandră sălbatică de munte

## Specii din Republica Moldova
În Republica Moldova se întâlnesc 7 specii::
- Erysimum cheiranthoides = Micsandră
- Erysimum diffusum = Micsandră difuză
- Erysimum hieracifolium  = Micsandră
- Erysimum odoratum = Micsandră odorată
- Erysimum canescens = Micsandră alb-cenușie
- Erysimum repandum = Bărbușoară
- Erysimum sylvaticum = Micsandră de pădure